# Diecezja Sapporo
Diecezja Sapporo – diecezja Kościoła rzymskokatolickiego w północnej Japonii, w metropolii Tokio. Powstała w 1915 roku jako prefektura apostolska Sapporo. W 1929 została podniesiona do rangi wikariatu apostolskiego, zaś status diecezji uzyskała w 1952 roku.

## Ordynariusze

### Prefekt apostolski Sapporo
- o. Wenceslaus Kinold OFM (1915–1929)

### Wikariusze apostolscy Sapporo
- bp Wenceslaus Kinold OFM (1929–1941)
  - ks. Lawrence Tatewaki Toda (1941–1944) administrator apostolski
  - ks. Augustine Isamu Seno (1944–1952) administrator apostolski

### Biskupi Sapporo
- bp Benedict Takahiko Tomizawa (1952–1987)
- bp Peter Toshio Jinushi (1987–2009)
  - bp Tarcisio Isao Kikuchi SVD (2009–2013) administrator apostolski, biskup Niigaty
- bp Bernard Taiji Katsuya (2013 – nadal)